# Municipalità di West Tamar
La municipalità di West Tamar è una delle 29 local government areas che si trovano in Tasmania, in Australia. Essa si estende su di una superficie di 689 chilometri quadrati ed ha una popolazione di 21.543 abitanti. La sede del consiglio si trova a Beaconsfield.